# Epeolus arciferus
Epeolus arciferus là một loài Hymenoptera trong họ Apidae. Loài này được Cockerell mô tả khoa học năm 1924.